# Marinesonderdienst
Der Marinesonderdienst (kurz MSD) im Deutschen Reich wurde ab 1937 vorbereitet und trat im Zweiten Weltkrieg in Funktion. Die fachliche Leitung hatte von Anfang an die Seekriegsleitung im Oberkommando der Marine (OKM), die organisatorische und militärische die Gruppe IV der Abteilung Ausland des Amtes Ausland/Abwehr.

## Aufgaben
Aufgabe des MSD war die Bereitstellung, Ausrüstung und Beladung von Frachtschiffen aller Art, um das Deutsche Reich im Krieg mit dringend benötigten Waren, die meist als Banngüter galten, zu versorgen. Ebenso zählte die Beschaffung und Bereitstellung dieser kriegswichtigen Güter für die heimkehrenden Versorgungsschiffe (Blockadebrecher) in überseeischen verbündeten bzw. neutralen Ländern zu den Aufgaben.
Weitere Aufgabe war die Versorgung der auf den Ozeanen operierenden Hilfskreuzer, zeitweilig auch von einzelnen Handelskrieg führenden Seestreitkräfte und von U-Booten, soweit diese U-Boote nicht durch Fahrzeuge des Trossschiffverbandes versorgt wurden.

## Aufstellung und Durchführung
Der MSD wurde im Frieden ab 1937 als gekaderte Abteilung vorbereitet und wurde erst nach Kriegsausbruch personell aufgefüllt. Die Leitung des MSD unterstand aus Tarnungsgründen bis zum 15. Mai 1944 der Amtsgruppe Ausland im Amt Ausland/Abwehr des OKW, fachlich dagegen unterstand er dem Oberkommando der Kriegsmarine (OKM/Skl Adm Qu A III). Leiter waren Fregattenkapitän/Kapitän z.S. Werner Stoephasius (Juli 1937 bis Juni 1943) und Kapitän z.S. Dietrich Niebuhr (Juli 1943 bis Mai 1944). Im Jahr 1944 übernahm das OKM im Zuge der Entmachtung der Abwehr am 15. April 1944 den MSD. Im Mai 1944 kam der Marinesonderdienst als neues Generalreferat Adm Qu III E zur Amtsgruppe für Nachschub und Betriebsbewirtschaftung des Marinekommandoamtes.
Zuerst war die Dienststelle in Deutschland angesiedelt, nach dem Westfeldzug wurde diese nach Bordeaux verlegt.
Die technische Durchführung der Aufgaben erfolgte von Europa aus in der Hauptstelle in Bordeaux, im überseeischen Ausland durch Vertrauensleute der MSD-Organisation. Bereichsleiter waren im Allgemeinen die Marineattachés, soweit es sie an der jeweiligen Botschaft gab. Das erfolgte für den Bereich Lateinamerika, für die sogenannten ABC-Staaten, ab 1938 durch Fregattenkapitän Dietrich Niebuhr, damals noch als „Etappendienst“ bezeichnet.  Den im Krieg wichtigsten MSD-Bereich Ostasien leitete seit 1940 der Marineattaché an der Botschaft in Tokio, Admiral Paul Wenneker (Admiral Ostasien), ab 1942 zusammen mit seinem Chef des Stabes, Kapitän z. S. Werner Vermehren, die beide intensiv mit dem japanischen Marineministerium zusammenarbeiteten. Eingerichtet wurde die Dienststelle in Tokyo Ende 1940. Weitere untergeordnete Dienststellen gab es in Ostasien auch in den wichtigen Häfen Yokohama, Kobe, Penang, Singapur, Batavia und Surabaya, die teilweise in japanischem Besetzungsgebiet lagen.
Am 25. Dezember 1942 ordnete das OKM an, dass die Schiffe, die sich im Moment auf dem Meer befänden, nicht nach Deutschland zurückkehren, sondern Japan ansteuern sollten, um dort Waren über den MSD aufzunehmen.
In Penang gab es dazu auch ab 1. März 1944 das Fliegerkommando beim Marinesonderdienst Ostasien (Penang) als Einrichtung eines kleinen deutschen Fliegerkommandos. Dieses war in der strategischen wichtigen Straße von Malakka tätig. Seine Aufgabe war es, mit zwei Flugzeugen vom Typ Arado Ar 196 Aufklärung zu betreiben und in Penang ein- und auslaufende U-Boote zu unterstützen.

## Erfolge
In den ersten Jahren konnten messbare Erfolge und Zufuhr von kriegswichtigen Waren verbucht werden. Dabei waren 35 Ladungen von Ostasien und 17 dorthin abgegangen, etwa die Hälfte erreichte den Empfänger. Ab 1944 musste die Zufuhr kriegswichtiger Rohstoffe und Waren von und nach Ostasien durch Überwasserschiffe wegen der fast lückenlosen Feindüberwachung jedoch unterbleiben. Deshalb wurde seit 1942 die Aufgabe immer mehr auch von großen deutschen und japanischen U-Booten durchgeführt, darunter auch U 234, welches mit spaltbarem Uran nach Japan unterwegs war.